# Марія Анна Баварська (1551—1608)
Марія Анна Баварська (нім. Maria Anna von Bayern; 21 березня 1551, Мюнхен — 29 квітня 1608, Грац) — дружина ерцгерцога Карла II.

## Біографія
Марія Анна була старшою дочкою герцога Баварії Альбрехта V і Анни Австрійської. Вона була четвертою дитиною в сім'ї, серед її братів і сестер були Вільгельм V, Ернст Баварський, Фердинанд Баварський і Марія Максиміліана.
Її дідом і бабою по батьківській лінії були Вільгельм IV і Марія Якоба Баденська, по материнській лінії — Фердинанд I і Анна I (королева Угорщини і Чехії).
26 серпня 1571 року у Відні Марія Анна стала дружиною свого дядька Карла II (1540—1590). Після смерті Карла вихованням дітей (зокрема, майбутнього імператора Фердинанда II) займався брат Марії Анни, герцог Вільгельм V.
Померла Марія Анна Баварська 29 квітня 1608 року, переживши чоловіка на вісімнадцять років.

## Родина
Чоловік — Карл II (1540—1590), герцог Австрійський
Діти:
1. Фердинанд (1572)
2. Анна (1573—1598) — дружина короля Польщі Сигізмунда III,
3. Марія Христина (1574—1621) — дружина Сигізмунда Баторі,
4. Катаріна Рената (1576—1595),
5. Єлизавета (1577—1586),
6. Фердинанд ΙΙ (1578—1637) — імператор Священної Римської імперії,
7. Карл (1579—1580),
8. Грегорія (1581—1597),
9. Елеонора (1582—1620),
10. Максиміліан Ернест (1583—1616),
11. Маргарита (1584—1611) — дружина короля Іспанії Філіпа III,
12. Леопольд V (1586—1632) — ерцгерцог Австрійський, одружений із Клаудією Медічі,
13. Констанція (1588—1631) — друга дружина короля Польщі Сигізмунда III,
14. Марія Магдалина (1589—1631) — дружина Козімо II Медічі,
15. Карл (1590—1624) — великий магістр Тевтонського ордену, єпископ.

## Генеалогія

Фердинанд
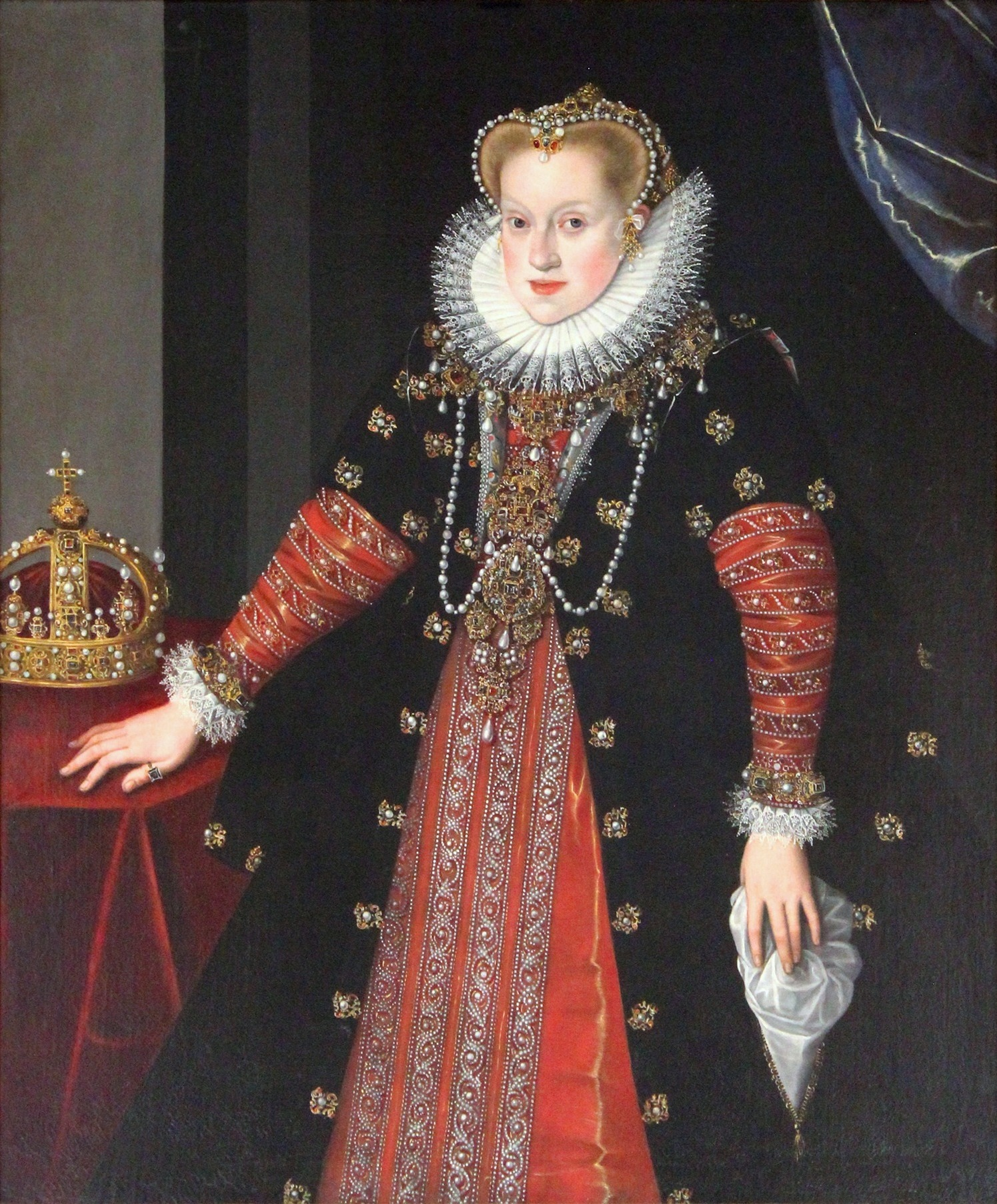
Анна
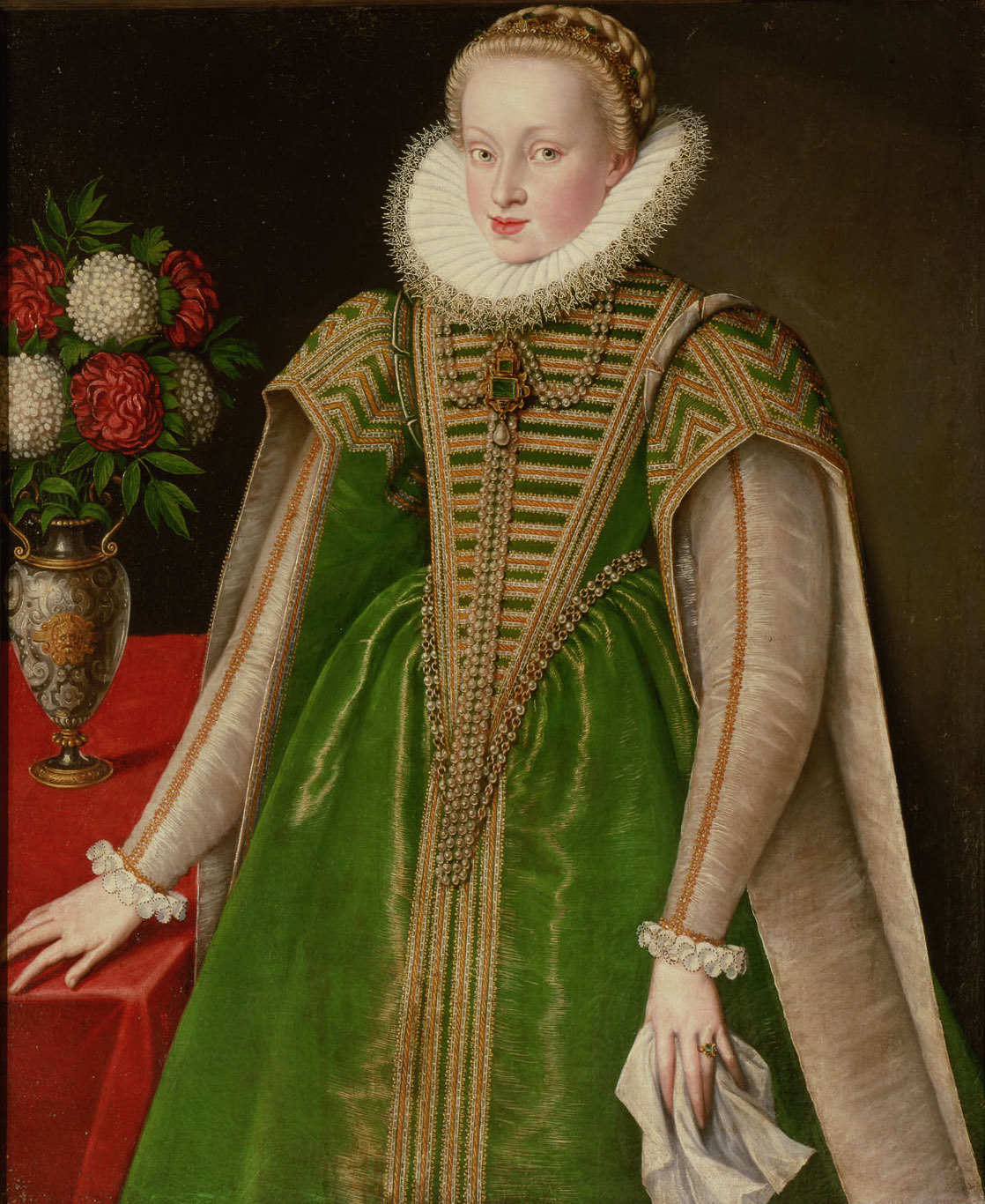
Марія Христина
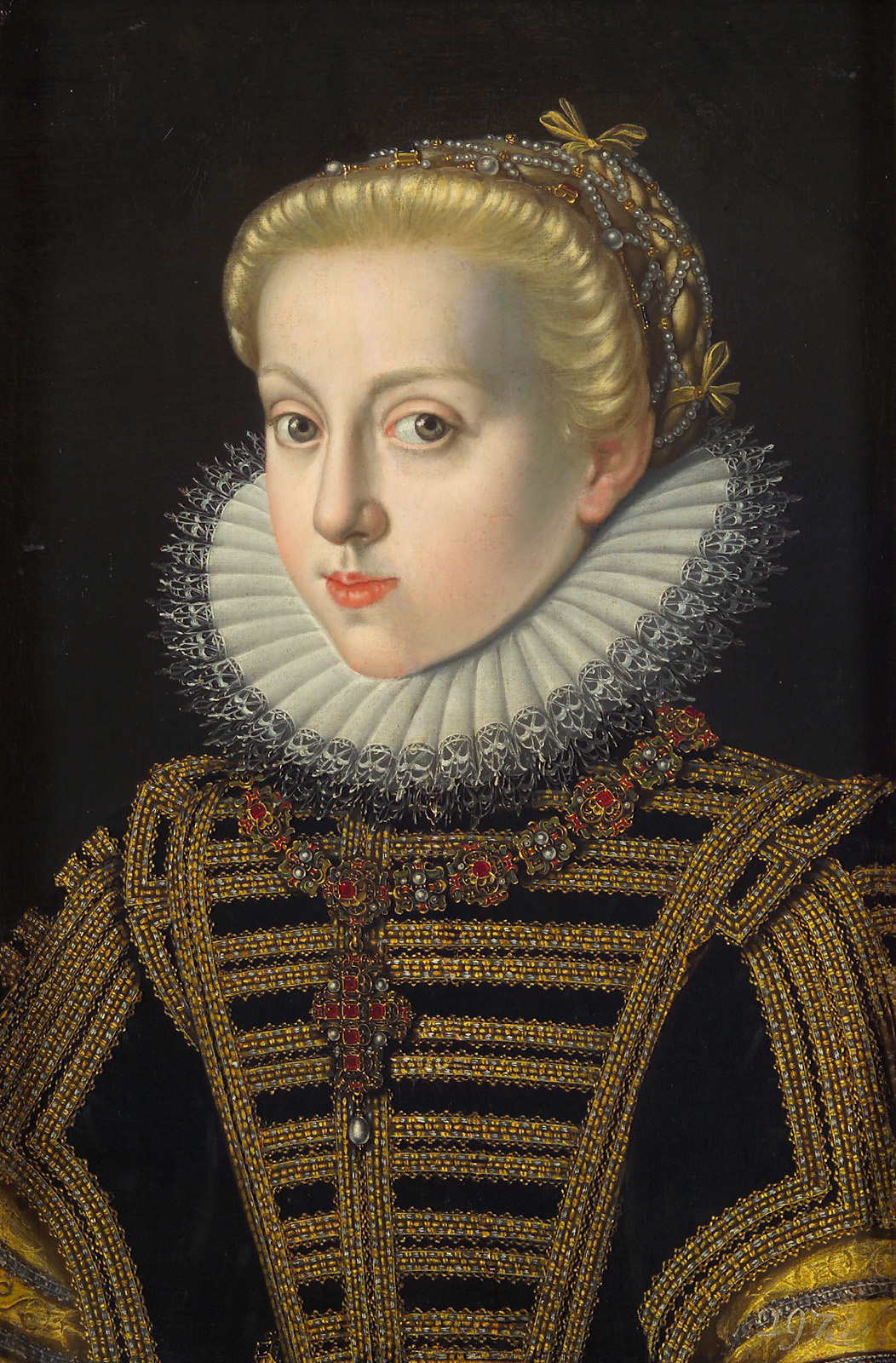
Катаріна Рената
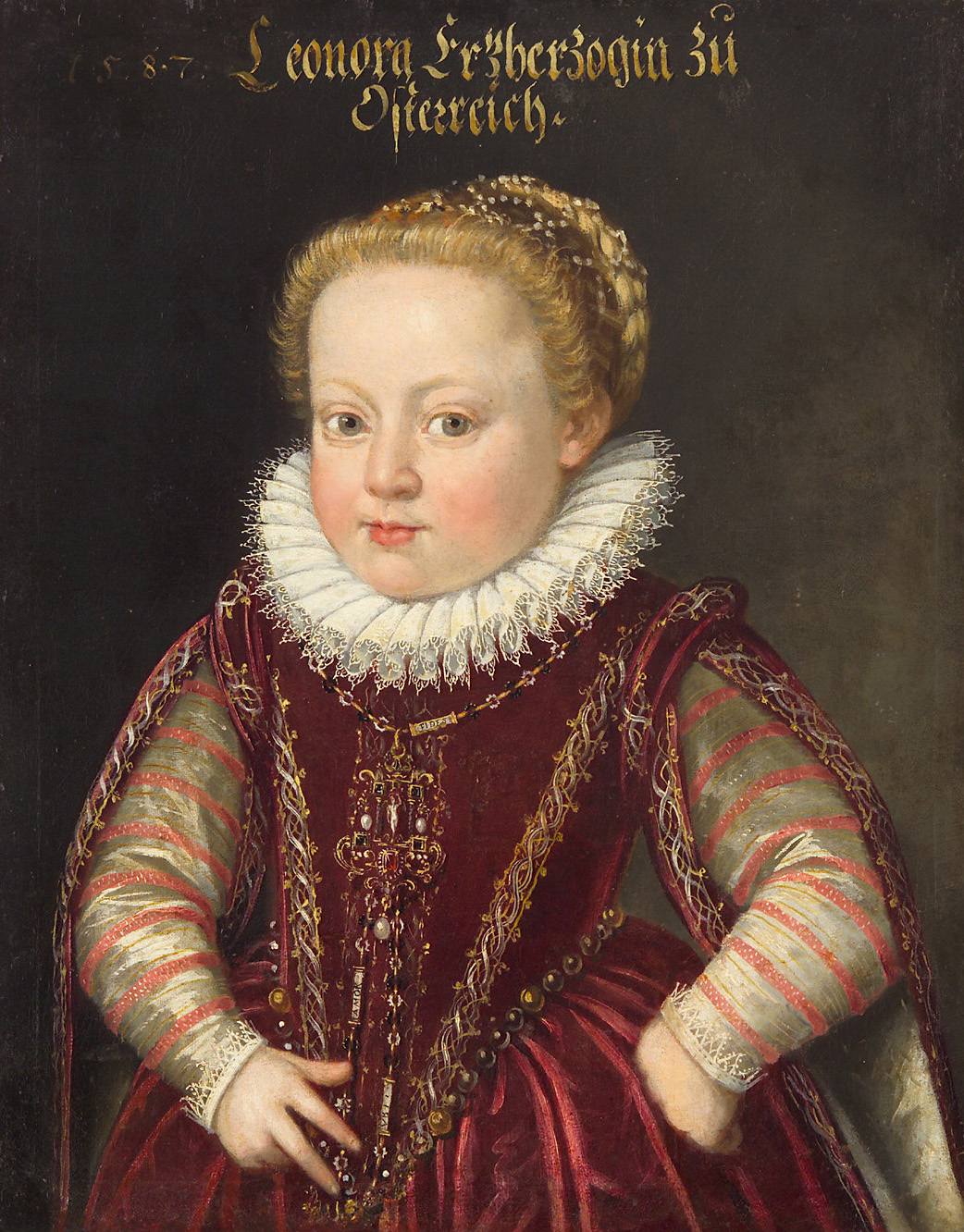
Єлизавета
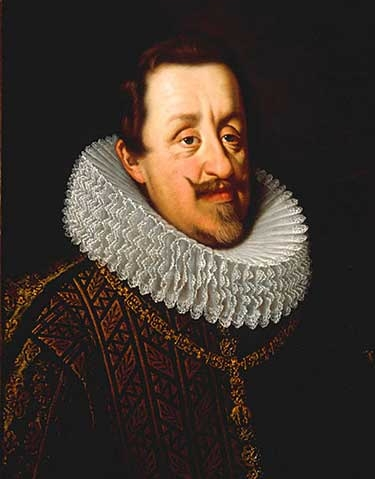
Фердинанд II
Карл
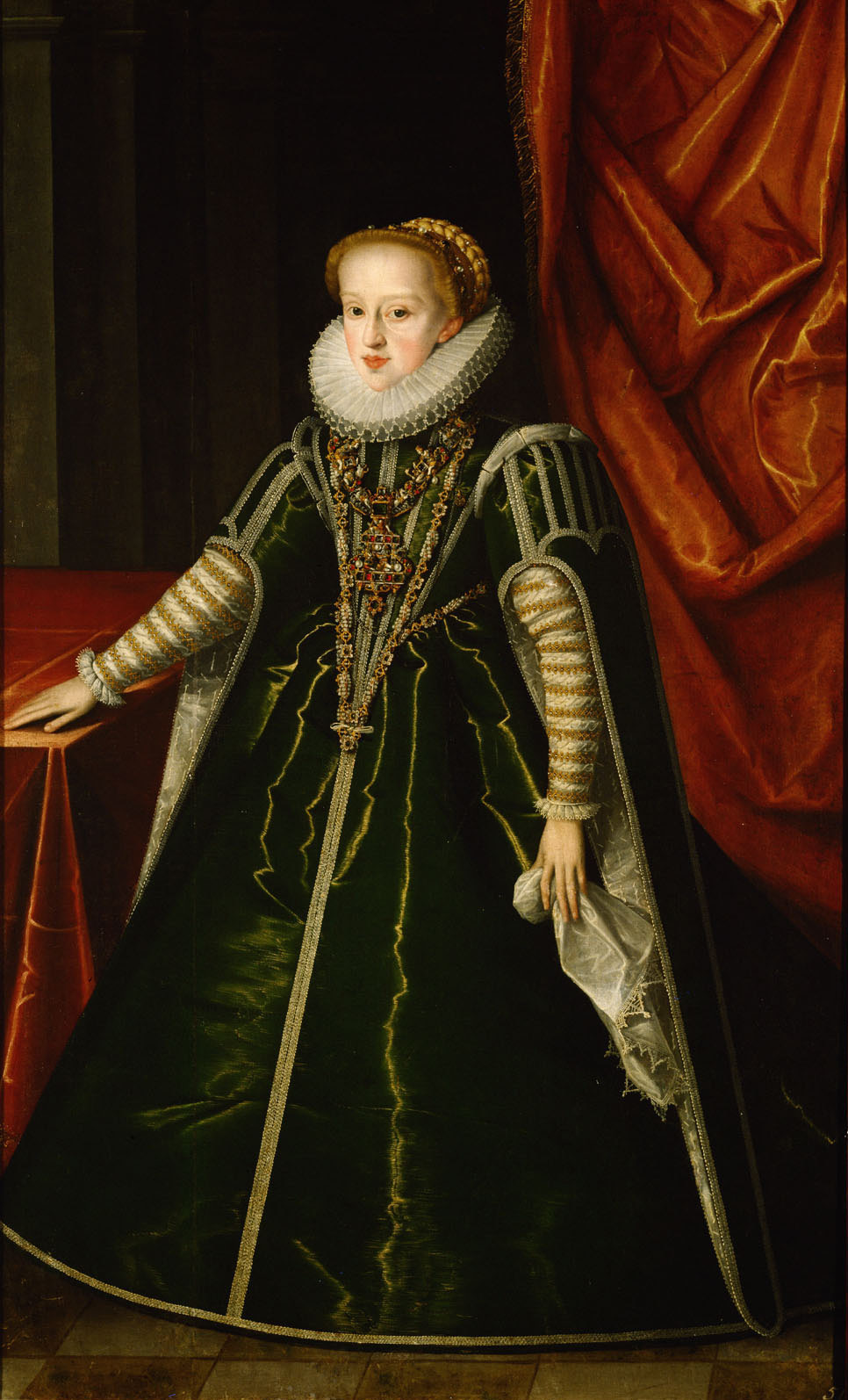
Грегорія
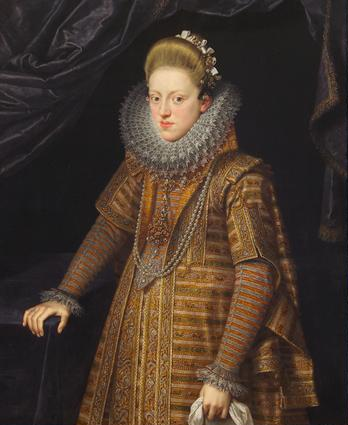
Елеонора
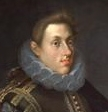
Максиміліан Ернест
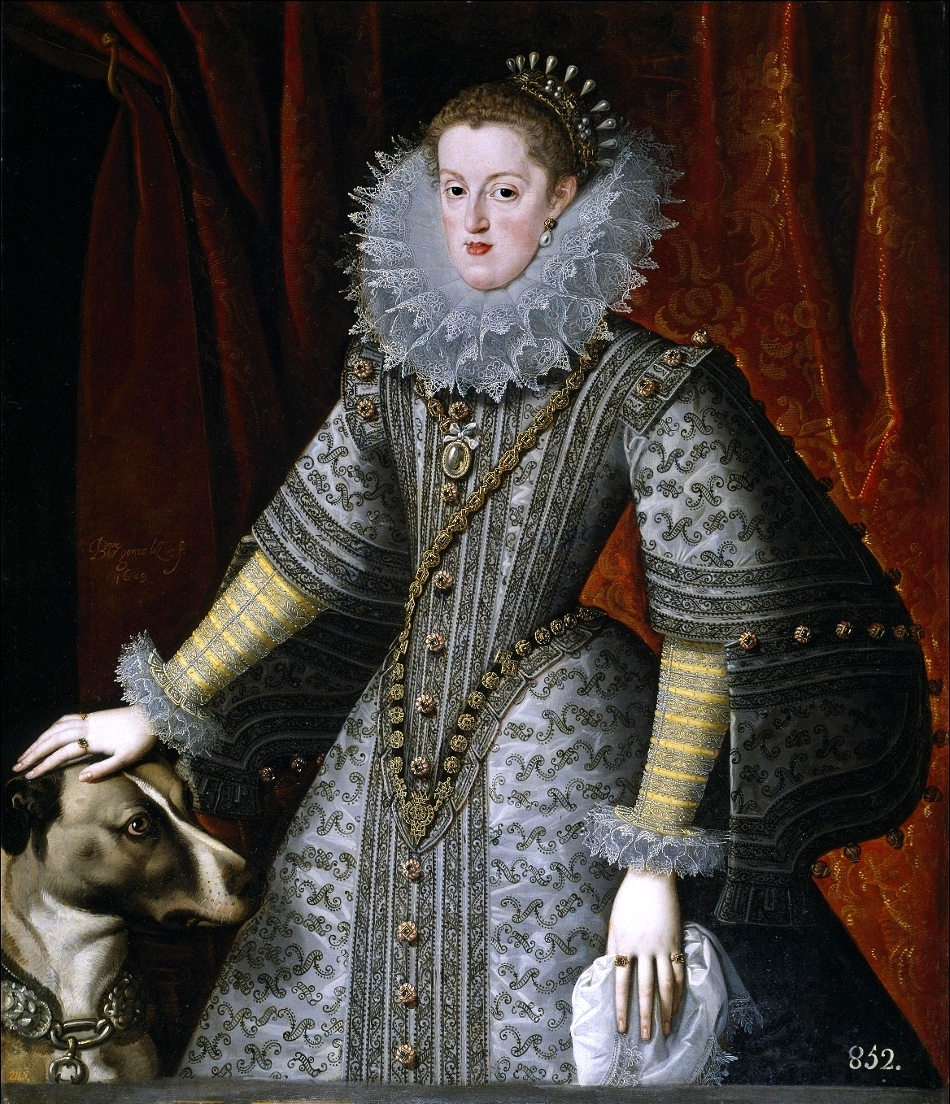
Маргарита
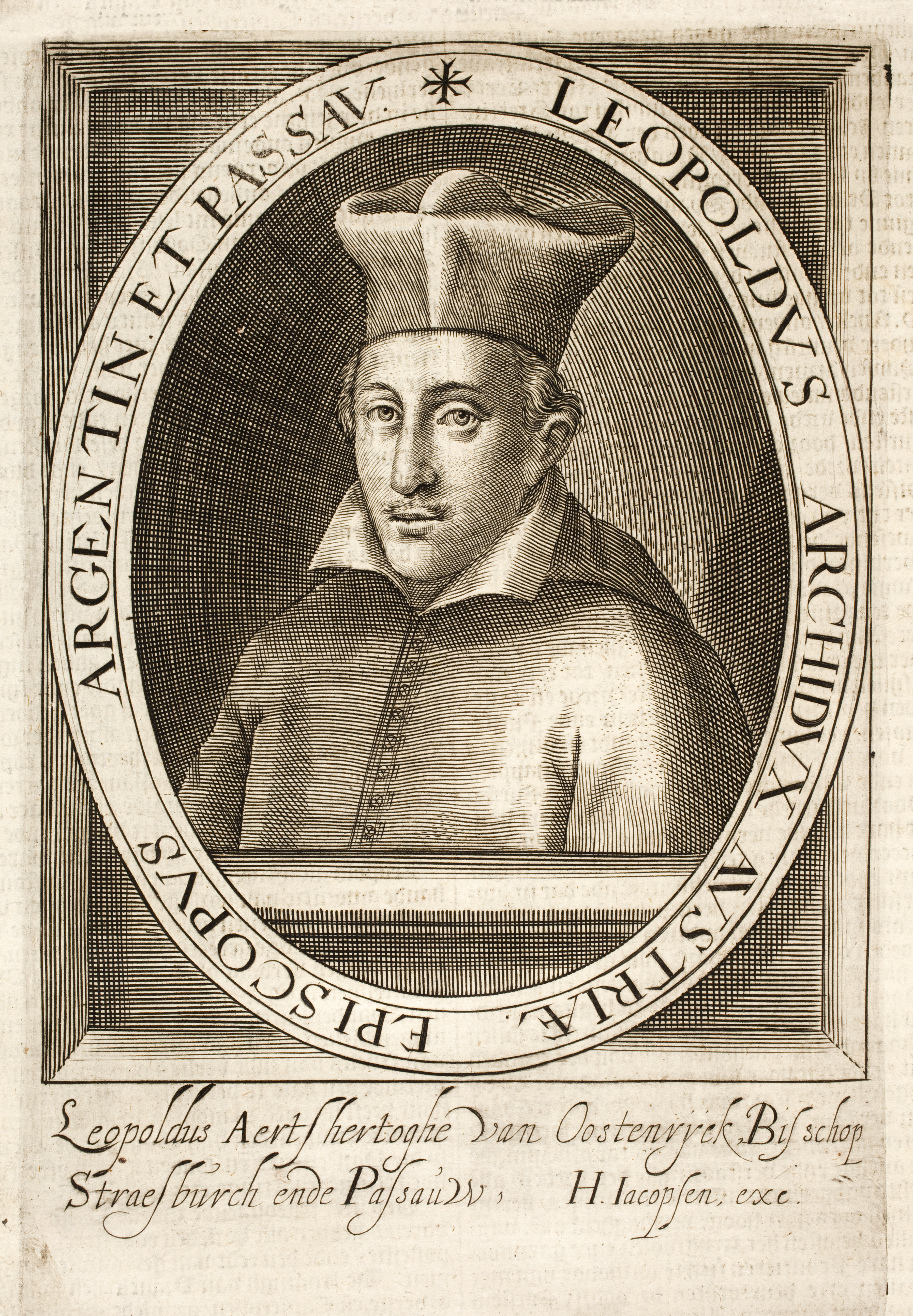
Леопольд V
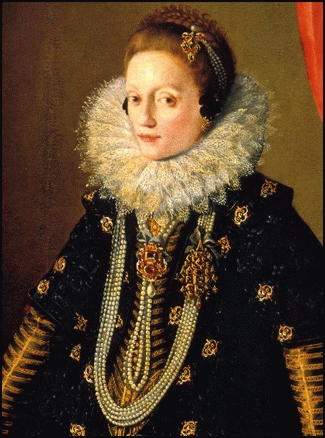
Констанція
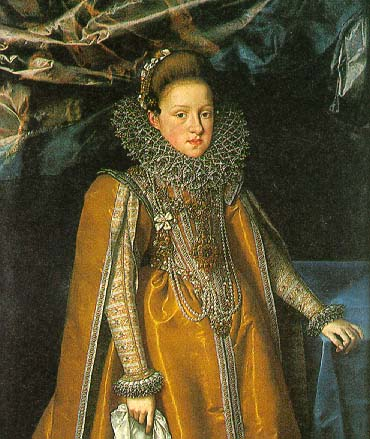
Марія Магдалена
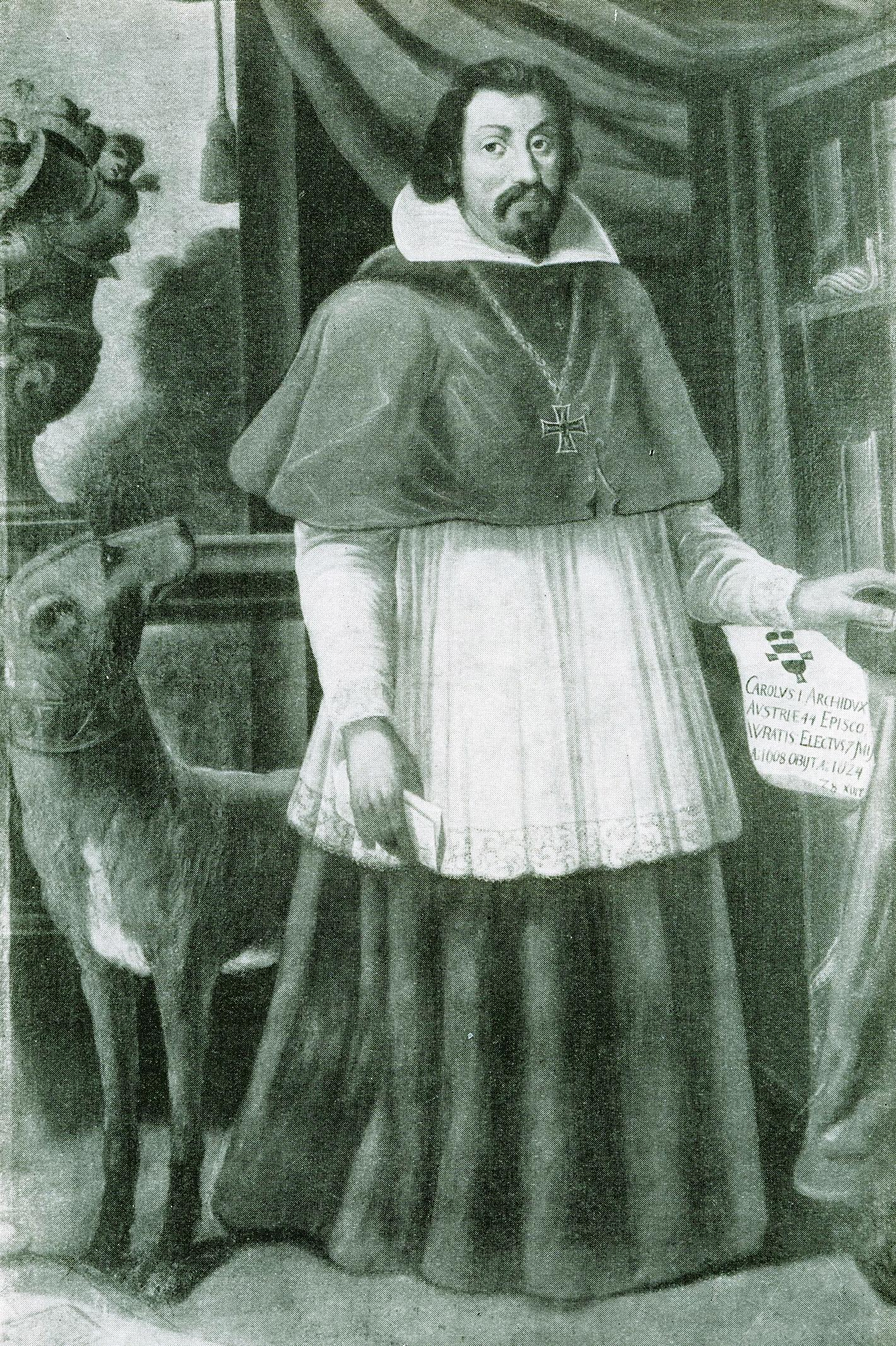
Карл